# Madcon
Madcon (oprindelig «Mad Conference») er en norsk rapgruppe. Gruppen blev dannet som en rap- og dansegruppe i 1992, og bestod oprindelig af fem medlemmer. På et tidligt tidspunkt blev den reduceret til to: Tshawe Baqwa («Kapricon») og Yosef Wolde-Mariam («Critical»). 
Duoen har udgivet tre album og flere singler, hvoraf en single og et album har solgt til platin, og de har vundet fem Spellemannpriser.
I 2008 vandt de også en World Music Award for bedste norske artist/gruppe.
Madcons musikalske stil er beskrevet som en retro-urban-mix med påvirkninger fra funk, soul og hip hop (med yderligere elementer fra reggae, latin og afrikansk musikalske påvirkninger).

## Historie
Madcon blev opdaget af musikproduceren David Eriksen, og fik i anden halvdel af 1990'erne pladekontrakt med Virgin/EMI gennem forhandlinger gennemført af Tor Erik Hermansen fra producerduoen Stargate. Men hverken David Eriksen eller Tor Erik Hermansen har produceret nogle af Madcons sange. Duoens første single, «God Forgive Me», blev udgivet i 2000.
Madcon turnerede også sammen med den amerikanske hip-hop-gruppe Gang Starr som opvarmningsband. De turnerede rundt i 37 forskellige byer i Europa. I 2002/2003 spillede Madcon en væsentlig rolle i gennembruddet for den norske hip-hop-gruppe Paperboys. Madcon og Paperboys samarbejdede om hittet «Barcelona» og på flere sanger på Paperboys' debutudgivelse No Cure For Life. I 2004 debuterede de med albummet It's All a MadCon og singlerne «Doo Wop» og «Infidelty (Feat. Sofian)». For albummet fik de Spellemannprisen 2004 i klassen «Hip-Hop/RnB». 
I oktober 2007 udgav de singlen «Beggin'», som er en ny version af en gammel Frankie Valli-klassiker. Singlen nåede førsteplads på salgslisten iTunes Top Songs i Norge den første uge, og toppede VG-lista Topp 20 i anden uge. Sammenlagt har den solgt til seks gange platin i Norge. I 2008 har den ligget på singlelisterne i Storbritannien, Tyrkiet, Tyskland, Frankrig, Polen, Schweitz, Rusland, Grækenland samt Belgien. Den 3. december 2007 udgav de albummet So Dark The Con Of Man som solgte til platin i løbet af 11 dage, og har nu solgt til dobbeltplatinum, eller over 60 000 kopier. For albummet og «Beggin'» vandt de Spellemannprisen 2007 i klasserne Hip-Hop og årets hit. «Beggin'» er produceret af producerteamet 3Elementz, som også har produceret flere andre sange på albummet So Dark The Con Of Man.
I december 2008 blev Madcons tredje album, An InCONvenient Truth, og singlen «Liar» udgivet. Under Spellemannprisen 2008 vandt de to priser, den ny-oprettede årets eksportpris og årets musikvideo for videoen til «Liar», som er instrueret af Kaveh Tehrani.
I februar 2009 rygtes det at Madcon har signeret pladekontrakt med Universal Republic.
Den 29. maj 2010 fremførte Madcon sangen "Glow" i pauseindslaget i Eurovision Song Contest 2010, på Telenor Arena på Fornebu i Bærum. Mens de dansede og sang ble der vist optagelser af dans til "Glow" fra byer i en række lande i Europa. "Glow" er produceret af producerteamet ELEMENT og skrevet af ELEMENT og Madcon.

## Andre aktiviteter
Duoen er for tiden programledere i tv-showet The Voice of MadCon på musikkanalen The Voice TV. Programmet kører hver ugedag, og fokuserer på humor og hip-hop/r&b. De var også værter for gameshowet Kan du teksten? på norske TV2, som startede efter påske 2008.
Tshawe blev vandt det norske tv-program Skal vi danse på TV2 i efteråret 2007.
I februar 2009 kom Madcon på koncert til Mysen. Mysen VGS havde vundet en konkurrence på NRK P3.

## Diskografi

### Album
- It's All a MadCon (2004)
- So Dark The Con Of Man (2007)
- An InCONvenient Truth (album) (2008)
- Contraband (2010)
- Contakt (2012)

### Singler
- «God Forgive Me» (2000)
- «Doo Wop» (2004)
- «Infidelty (feat. Sofian)» (2005)
- «Beggin'» (2007)
- «Back On The Road (feat. Paperboys)» (2008)
- «Dandelion» (2008)
- «Liar» (2008)
- «Glow» (2010)
- «Don´t worry» (2015)